# 青山孝史
青山 孝史（あおやま たかし、旧名：青山 孝〈あおやま たかし〉、1951年8月10日 - 2009年1月28日）は、日本の歌手・俳優・タレント。佐賀県佐賀市高木瀬町生まれ、小学校4年生から神奈川県川崎市育ち。
1970年代を代表する男性アイドルグループ・フォーリーブスのメンバー。 愛称はター坊。

## 来歴

### 生い立ち
- 城下という本名から分かるように佐賀県の武士の家柄[1]。戦前自宅には刀や槍がたくさんあったという[1]。父・忠弘は少年志願兵として大日本帝国海軍に入り、広島県呉市に就き[1]、1945年8月6日、広島市郊外で原爆の閃光を見る[1]。特攻隊員として出撃せぬまま、呉市で終戦を迎えた[1]。終戦後大学に進学。父と母は大学で知り合い、学生結婚[1]。孝行は父・忠弘が22歳、母・良子のとき生まれた[1]。弟が一人いる[1]。父は大学を中退し税務署に勤務[1]。父は学生時代に水泳で国体出場経験があり、孝行は自宅そばの多布施川に4歳の頃から放り込まれ、自然に泳ぎを覚えた[1]。
- 1960年[1]、協楽園小学校4年生の時、父親が税務署を辞め[1]、神奈川県川崎市にある菓子会社の経理担当に就職したため[1]、家族で川崎市東渡田（後の川崎区田島町）へと移り住む[1]。川崎市立渡田小学校での成績が優秀だった為[1]、小学校の校長先生の推薦により、東京都港区高輪に在る私立男子校の高輪学園中学校に無試験で合格し入学した[1]。ここでも優等生だった。
- 同中学2年のとき[1]、英語の時間に「ホワイト・クリスマス」を順番に歌う試験があり、自分で歌い終わると「ボクって歌が上手いな」と思った[1]。それで歌の勉強をしたいなと思い、父には内緒で母に打ち明けると母が「東京音楽学院」を調べてきた[1]。同校の試験を受け「東京音楽学院」に入学[1]。父は当初は反対したが、ここでも月謝免除の成績優秀者で、息子の意外な才能に驚き「サスガ、オレの子供」と芸能活動を反対しなくなった[1]。1967年までは、特待生として「東京音楽学院」に在籍。スクールメイツにも選抜された（「東京音楽学院」の在校生をスクールメイツと呼ぶ[1]）。すぐにウエスタンカーニバルで、ブルー・コメッツやザ・スパイダースなどのバックで踊る[1]。
- 高輪学園高等学校1年のとき、ジャニー喜多川と知り合う[1]。フォーリーブスは、1967年6月に結成されたが[1]、初めてレギュラーを持った同年10月1日[1]、小学生だった永田英二が定期出演すると法律に接触するため[1]、永田が脱退し、青山が加入した[1]。高輪学園は年間20日以上欠席すると留年と校則が厳しく[1]、2日オーバーしただけだったが、高輪学園の一年在籍後[1]、二年から学校法人堀越学園に転校[1]。当時の堀越はまだ芸能コースがなく[1]、普通科で忙しくてもほとんど登校した[1]。
- 父が大学中退していたこともあり、アイドル現役当時に日本大学芸術学部音楽学科を受験して話題となったが不合格[1]。その後も芸能活動と受験勉強を両立し、2浪を経て同大学演劇学科に入学。
- 1977年にロサンゼルスにて結婚。相手は、ジャニーズ事務所の第2号女性タレントの嶋田じゅん（本名・島田純。1970年のミス・ユニバース日本代表で世界大会第4位入賞のハーフ）。披露宴は東京で開かれ、その模様は当時フジテレビでも放送された。その時の司会者は徳光和夫。嶋田との間には2児（一男一女）をもうけたが1996年に離婚。1997年、別の一般人女性と2度目の結婚。1998年に女児を一人もうけた。
- 1990年頃、おりも政夫と2人で静岡県浜松市肴町（現・中央区）に在る同じビル内に「ステージバー・グリッター」（3F）というショーパブと「タレント・ミュージック・スクール」（4F）という音楽学校の2つを開いた。実際の出資者はジャニーズ事務所。また、音楽学校の方だけはすぐに閉校してしまった。
- その後は、「ノン・エンタープライズ」という飲食店チェーン会社の代表取締役、麻雀荘の経営、静岡県沼津市でパブのマスターなどをしていた。
- 2002年にフォーリーブスを再結成し、亡くなる直前まで活動。また、単独でのライブも並行して行っていた。
- フォーリーブスの全国ツアーの真最中であった2008年10月中旬に、肝臓がんである事が発覚。すぐに入院して抗がん剤治療を開始した。メンバーたちには翌11月後半に告知。一時は腹水が10kg以上もたまるなどの一進一退の病状で、青山の体調を心配したメンバーはツアーの中止を考えた。しかし青山は、「4人揃わなければフォーリーブスじゃない」とツアーの続行を強く訴えた為、メンバーも青山の意気込みに押されてツアー続行を決意。そして、入院先の病院を抜け出す形で出演した11月24日の中野サンプラザでのコンサートにて、癌である事は伏せながらも「肝臓の病気が酷くなった」という旨をファンに対して発表した。以降もコンサートがある度に病院を抜け出し、2回ステージに立ったが、病状の悪化により、2時間のステージで30分出演するのがやっとの状態だった。
- 2009年1月16日、「肝臓がん」である事を公式発表。
- 公式発表の僅か12日後の2009年1月28日午前7時、肝がんで死去。57歳没。墓所は東京都八王子市の東京霊園。
- 2009年2月3日に渋谷区西原の代々幡斎場にて通夜、翌4日には葬儀・告別式がしめやかに営まれた。2月4日、東京・代々幡斎場で営まれた葬儀には、フォーリーブスのメンバー3人、初代メンバーだった長田栄二、更には郷ひろみ、豊川誕、川崎麻世、井上純一などジャニーズ事務所時代の後輩、歌手の橋幸夫、あべ静江、西城秀樹、野口五郎などの芸能関係者やファンら、3,000人余りが詰めかけた。また、斎場には黒柳徹子、平尾昌晃、森進一、伊東四朗ら多数の芸能関係者からの供花が飾られた。そして弔辞に立った江木俊夫も、「ター坊、言っただろ。『フォーリーブスは永遠に続く』って。約束破るなよ！」、「ター坊の歌声がフォーリーブスの歌声だった。俺たちはこれからどうするんだ？」、「（再結成からの）7年間、本当に楽しかったよ」と、目を腫らしながら語った。当日の遺影に使われた写真は、妻と娘が「一番似合いそうだから」と選んだもので、霊前には青山が大好きだったという「うな丼」が備えられた。そして棺の中には、妻子からの手紙、フォーリーブスのレコードジャケットと歌詞のコピー30枚、好きだったお茶やチョコ、マッサージの時に使った手ぬぐい、天国でも作曲が出来るようにと楽譜と鉛筆、そして、亡くなった翌日に青山の訃報記事が１面で報じられた日刊スポーツなどが納められた。 大好きだったお酒と煙草だけは、青山が生前に夫人に「入れなくていい」と言っていた為に入れられることはなかった。尚、青山の所属事務所はジャニーズ事務所に対し、通夜と告別式の日程を FAXで知らせたが、弔電さえも届かなかった。
- 2009年3月29日に東京厚生年金会館大ホールで行なわれたフォーリーブスのラストコンサートには、青山の愛娘も、バックダンサー「KID'S」の一員として参加した。 彼女は小学3年生の12月からダンススクールでレッスンを始めており、約1年間の成果をステージで表現。 「とても楽しかったです。」とコメントした。 そして、「父のように元気をあげられるような人を目指して頑張ります」と、意志も明かした。
- 同年、おりも政夫とのオフィシャルウェブサイト＆ファンクラブ「YG Club」を開設（運営はエフエンタープライズ）。
- 2010年1月23日には、東京・九段会館で「青山孝史さんを偲ぶ会」が行われ、2,000人を超えるファンたちが献花に集まった。更に同年8月7日には千葉・舞浜のClub IKSPIARIにて、ビデオLIVE「Takashi Aoyama Video Live　The four season of 2006 ～Summer～ Once more」が行われた。その後も現在に至るまで、青山を偲ぶビデオライブやイベントやおりものソロライブなどが開催されている。

## 人物
- ジャニーズ事務所に一週間通い詰め、事務所入りを許されたと当時の雑誌に書かれている。
- 歌唱力に優れ作曲、編曲を学び自ら作曲も行うなど、グループにおいて音楽面でのリーダー的存在であった。また作曲だけではなく自室をスタジオに改造して楽器演奏や編曲も行っていた。
- 受験勉強や大学への通学、作曲やアレンジの勉強で多忙だった事もありソロ活動が少なかった。しかし単独での活動が少ない割に人気は高く、月刊平凡、週刊セブンティーンなど当時の雑誌の人気投票ではメンバー別の集計の場合は常に一番票を集め、雑誌の表紙やグラビアにおいてはメンバーの中では一番大きく扱われる事が多かった。『徹子の部屋』（2007年1月23日放送分）で流れたコンサート映像でも、客席のペンライトで最も多かったのは青山のイメージカラーの緑色であった。2009年のフォーリーブス活動休止後にファンクラブ「YG Club」が発足。現在も稼働中である。
- 1970年にフォーリーブスが「あしたが生まれる」で『NHK紅白歌合戦』に初出場した時のステージは、トレードマークであるダンスは無く青山のソロやボーカルをフィーチャーしハーモニーを前面に出した物であった。その後は1976年まで連続で出場した。1974年の『急げ若者』と1975年の『ハッピー・ピープル』は青山のボーカルとダンスを中心としたステージであった。
- 2002年に青山 孝から青山 孝史へ改称。
- 弟もかつて「青山信宏」の芸名でジャニーズ事務所に所属し、アイドル野球大会に出場したり俳優として活動したりしていた[要出典]。
- 息子の城下カズは、Jet Planet と云うアートチームに所属し音楽制作、絵描きなどのアートワーク活動をしている[要出典]。

## 主な出演作品

### テレビ
- とびだせ!つり仲間（東京12チャンネル→テレビ東京） - レギュラー。おりも政夫がゲスト出演した事もある。
- 象印クイズ ヒントでピント（テレビ朝日） - ゲスト出演
- ファミっ子大作戦（テレビ東京） - 山田昭子とダブル司会
- 井出洋介名人の実戦麻雀「あなたならどう打つ？」（テレビ東京） - 司会
- カラオケ一番（テレビ埼玉） - 司会

### テレビドラマ

#### 連続ドラマ
- おれは男だ!　第1話・第2話（1971年2月21日・28日、日本テレビ） - フォーリーブスの4人でゲスト出演
- 青春をつっ走れ（1972年4月 - 7月、フジテレビ） - フォーリーブスの4人でゲスト出演
- 銀座わが町（1973年、NHK） - 森光子経営の酒屋の店員・忠 役 / 主題歌も青山がソロシンガーとして歌唱
- ぼくは叔父さん（1973年10月 - 1974年3月、日本テレビ） - フォーリーブスの4人での出演
- ボクは女学生（1973年10月5日 - 12月、フジテレビ） - フォーリーブスのメンバーとゲスト出演
- 小さなスーパーマン ガンバロン 第1話（1977年4月3日、日本テレビ） - フォーリーブスの4人でゲスト出演

#### 単発ドラマ
- 土曜ワイド劇場（テレビ朝日）
  - 「切り札をもつ女」（1985年2月9日）
  - 「宅配便で運ばれたヌードギャル」（1986年3月8日）
- 定年当日の離縁状　二十六年待った妻（1987年、テレビ東京）「ドラマ・女の手記」。1988年度テレビジョンATP賞ベスト20番組選出作品。
- ドラマ特別企画 美空ひばり物語（1989年12月30日、TBS）

### 映画
- 急げ!若者 TOMORROW NEVER WAITS（1974年7月20日公開、東宝 / ジャック・プロ） - 隆 役
- 夕ぐれ族 （1984年4月20日公開、にっかつロマンポルノ） - 風間良夫 役
- 恋子の毎日 （1988年12月17日公開、東映） - 西脇 役

### 舞台
- マイ・フェア・レディ（1978年6月3日 - 28日、東京宝塚劇場 / 1979年3月1日 - 20日、中日劇場 / 10月1日 - 26日、梅田コマ劇場） - 貧乏貴族の令息：フレディ・アインスフォード=ヒル 役
- 東宝ミュージカル「ザサウンドオブミュージック」（1980年7月、梅田コマ劇場） - 郵便配達人：ロルフ・グルーバー 役

## ラジオ
- 杉紀彦のラジオ村（2002年8月29日、ラジオ日本） - ゲスト出演

## ディスコグラフィ

### シングル
- 若いってすばらしい　c/w　恋のジェンカ（「スクールメイツ」名義作品、1967年）
- 季節の中の魚たち　c/w　青春貴族（映画『わが青春のイレブン』主題歌、1979年7月21日）
- 潮騒の季節　c/w　ワンナイトトリップ（東京12チャンネル『とびだせ!つり仲間』テーマ曲、1981年3月）
- 塩屋の岬　c/w　かもめ（1990年にカセットテープでのみ販売された演歌）

### アルバム
- 幸福という二文字（1977年）

### 提供曲
- 梓みちよ『一人暮し』（シングル『ノクターン』のB面曲。作詞・作曲を青山が担当。1977年9月5日）

### ジャニーズ時代の作品
| 曲名                                                            | 収録アルバム                                                   | 備考                                                                                 |
| 真白き富士の嶺                                                  | 少年たちシリーズ 〜太陽からの少年〜                            | ただし 『ベスト・オブ・ベスト』に収録していた、単曲の音源は 2024年11月 時点 未CD化。 |
| 時計をとめて                                                    | 少年たちシリーズ 〜太陽からの少年〜                            |                                                                                      |
| 題名のない歌                                                    | フォーリーブス・ミュージカル 少年たちシリーズ 〜明日なき友情〜 |                                                                                      |
| 愛は限りなく                                                    | スーパープレゼント'74                                          |                                                                                      |
| 君のために                                                      | スーパープレゼント'74                                          |                                                                                      |
| ミスター・ボージャングル                                        | フォーリーブス・郷ひろみ ジョイントリサイタル                  | 2024年11月 時点 未CD化。                                                             |
| この街をはなれて                                                | 若者                                                           |                                                                                      |
| エメラルドの光る海                                              | FOUR LEAVES LIVE                                               |                                                                                      |
| 嵐に向って                                                      | フォーリーブス10周年記念PART1                                  | 2024年11月時点 未CD化。                                                              |
| 耳を傾けて                                                      | 一本の樹                                                       | インスト曲                                                                           |
| オープニング・ピアノ （intermezzo）                             | LOVE FOREVER（Disc1のB面は全てソロ曲）                         | インスト曲                                                                           |
| プロポーズ                                                      | LOVE FOREVER（Disc1のB面は全てソロ曲）                         |                                                                                      |
| メドレー （LET ME BE YOUR SUNSHINE ／ EVERYTHING IS SUPER NOW） | LOVE FOREVER（Disc1のB面は全てソロ曲）                         |                                                                                      |
| メドレー （今はまぼろし ／ 酒と泪と男と女）                     | LOVE FOREVER（Disc1のB面は全てソロ曲）                         |                                                                                      |
| SENTIMENTAL DANCING MELODY                                      | LOVE FOREVER（Disc1のB面は全てソロ曲）                         |                                                                                      |
| 世の中よ人生よ                                                  | LOVE FOREVER（Disc1のB面は全てソロ曲）                         |                                                                                      |
| 雨の蜃気楼                                                      | LOVE FOREVER（Disc1のB面は全てソロ曲）                         |                                                                                      |